# Окос (приток Северной Кельтмы)
Окос — река в России, течёт по территории Усть-Куломского района Республики Коми. Устье реки находится в 87 км по левому берегу Северной Кельтмы. Длина реки — 53 км, площадь водосборного бассейна — 385 км².

## Данные водного реестра
По данным государственного водного реестра России относится к Двинско-Печорскому бассейновому округу, водохозяйственный участок реки — Вычегда от истока до города Сыктывкар, речной подбассейн реки — Вычегда. Речной бассейн реки — Северная Двина.
Код объекта в государственном водном реестре — 03020200112103000015319.